# Sonja van Proosdij
Sonja van Proosdij (1933 – Den Haag, 28 december 2017) was een Nederlands radiopresentatrice.
Ze had voordat ze bij de radio ging werken er al een aantal baantjes opzitten. Het was Leo Pagano van Radio Veronica, die haar stem ontdekte, nadat ze in België en Engeland had gewerkt, meer ook als (chef-)informatrice bij de Haagse VVV. Ze was toen ook werkzaam geweest als (hoofd)rondleidster in het Anne Frankhuis en werkte op het Ministerie van Maatschappelijk Werk. Ze studeerde aan de Sociale Academie, speelde toneel bij "De Cirkel" en het "Haags Sprookjestoneel". Tevens kreeg ze ballet- en zangles.
Ze begon haar loopbaan bij de omroep TV Noordzee en dan met name tijdens de radio-uitzendingen. Het is dan 1964, uitzendingen vinden plaats vanaf het REM-eiland. Op 17 december 1964 probeerde ze haar radioprogramma Flessenpost te presenteren, toen onder de afkondiging van Paradiso van Anneke Grönloh mensen van de rijkspolitie en de opsporingsdienst van de PTT het eiland enterden middels een schip en een Sikorskyhelikopter. Een en ander geschiedde op verzoek van officier van Justitie Jan Frederik Hartsuiker. Haar laatste woorden: “Thans kunt u luisteren naar het verzoekplatenprogramma Flessenpost, een leuke…” De entering vond plaats terwijl een journalist van het Algemeen Handelsblad bezig was haar te interviewen, die zag dat ze gekneveld afgevoerd werd. Nog geen half jaar later werd ze aangekondigd als presentator van Howland in Holland (vernoemd naar de andere presentator Chris Howland). Daarna verzorgde ze samen met Hans Simonis, Jaap van Meekeren en Ilse Wessel de presentatie van Info (1968). Ze was ook enige tijd oproepster bij die omroep (1969, als vervangster van Ilse Wessel), maar dat beviel niet, ze zou te opvallend zijn. Bij de NCRV zou ze kinderprogramma’s en reportages maken.
Ze werd bekend als presentator van Knipperlicht, een programma over computers van het Ministerie van Onderwijs en Wetenschappen (1971), het défilé voor Paleis Soestdijk (1972), AVRO's Radiojournaal (vanaf 1974, met onder andere Herman Emmink) en Rondom Twaalf. Ze kreeg vervolgens programma’s als De zomer in het hoofd en Kokkerellen te presenteren. In 1988 nam ze afscheid van radio en televisie. 
Van haar en fotografe Jacqueline Beckers verschenen artikelen in De Kampioen, waarbij de aandacht verschoof naar "Hoe toegankelijk is een toeristische attractie voor rolstoelers" (Beckers zat toen al permanent in een rolstoel, Van Proosdij duwde). Ze hadden elkaar ontmoet toen Beckers directrice was van een bejaardencentrum waarin een ingebouwd theater, die mensen uit de omroepwereld, onder wie Jos Brink en Jaap van Zweden, liet komen om de bejaarden achter de televisie vandaan te krijgen. Van Proosdij kwam als AVRO-bekende mee. Met die vriendin Beckers maakte ze ook reizen naar Zuid-Afrika. Ze was een van de oprichtsters van de Nederlandse tak van Dreamcatcher Foundation waarvan Karin Bloemen ambassadeur is.
Ze is samen met Gerard Cox te horen op een opname van Sonopresse ter gelegenheid van 20 jaar Verenigde Naties.